# Eddie Murphy Raw
Eddie Murphy Raw (bra: Eddie Murphy - Sem Censura) é um filme de stand-up comedy de 1987, estrelado por Eddie Murphy e dirigido por Robert Townsend. Foi o segundo longa-metragem de Murphy, depois de Eddie Murphy Delirious. No entanto, ao contrário de Delirious, Raw teve um amplo lançamento cinematógrafico. O show de 90 minutos foi filmado no Felt Forum, um local no complexo Madison Square Garden, em Nova York. O filme foi lançado nos Estados Unidos em 18 de dezembro de 1987. Em outubro de 2019, é o filme de concerto de comédia de maior bilheteria de todos os tempos nas bilheterias, faturando US$ 50,5 milhões nos Estados Unidos e no Canadá.

## Sinopse
O segredo é entrar na levada de humor de Eddie Murphy, que já começa provocando na chamada do filme:
"Cuidado: você poderá se ofender se é negro, branco, homem, mulher, rico ou pobre, Bill Cosby, Mr. T ou Richard Pryor".
O filme começa com um esquete pré-gravado, representando uma cena da infância de Murphy. Em um Dia de Ação de Graças familiar, em novembro de 1968, as crianças se revezam mostrando seus talentos aos parentes reunidos (incluindo um interpretado pelo próprio Murphy). O jovem Eddie choca a família ao contar piada grosseira sobre um macaco e um leão.
Aqui o comediante foca em seus assuntos mais constantes, como o divórcio, relações entre os sexos, mas também abre espaço para um tópico que passou a fazer parte de seus problemas com a fama: espectadores ofendidos com a abordagem de suas piadas e frases carregadas de palavrões.

## Elenco
- Eddie Murphy como Ele mesmo
- Deon Richmond como Pequeno Eddie
- Tatyana Ali como irmã de Eddie
- Billie Allen como tia de Eddie
- James Brown III como convidado do Dia de Ação de Graças
- Edye Byrde como sr. Butts
- Michelle Davison como convidada de Ação de Graças
- Clebert Ford como tio Lester
- Birdie M. Hale como tia Rose
- J.D. Hall como convidado da festa
- Tiger Haynes como jogador de cartas
- Barbara Iley como convidada de Ação de Graças
- Leonard Jackson como tio Gus
- Samuel L. Jackson como tio de Eddie
- John Lafayette como convidado do Dia de Ação de Graças
- Davenia McFadden como tia de Eddie
- Gwen McGee como a mãe de Eddie
- Lex Monson como jogador de cartas
- Warren Morris como leitor de poesia
- Basil Wallace como o pai de Eddie
- Damien Wayans como criança correndo em casa
- Ellis E. Williams como tio de Eddie
- Carol Woods como tia de Eddie
- Kim Wayans como fã entrevistado (sem créditos)

## Arquivos
O filme continha a palavra "fuck" 223 vezes, estabelecendo o recorde de maior "fuck count" em um longa-metragem, lançado nos cinemas na época (superando Scarface). Raw manteve o recorde até 1990 sendo superado por Goodfellas.

## Recepção
The New York Times e Los Angeles Times elogiaram a rotina de comédia de Eddie Murphy.